# 1969 في جامايكا
فيما يلي قوائم الأحداث التي وقعت خلال عام 1969 في جامايكا.

## سياسة

### تعيين في المنصب
- 1 يناير – ميخائيل مانلي Leader of the Opposition (Jamaica) [الإنجليزية]‏.

## مواليد

### يناير
- 2 يناير – غلين جونسون ملاكم جامايكي.
- 13 يناير – دينو لوبيز لاعب كرة قدم كندي.

### مارس
- 13 مارس – كريستوفر كوك

### مايو
- 5 مايو – ميشيل فريمان منافِسة أوليمبية جامايكية.
- 8 مايو – هكتور رايت لاعب كرة قدم جامايكي.

### يوليو
- 30 يوليو – بيتر بلير هنري اقتصادي من الولايات المتحدة الأمريكية.

### أغسطس
- 16 أغسطس – بروس سكوت ملاكم جامايكي.

### سبتمبر
- 23 سبتمبر – جونيور كيلي موسيقي جمايكي.
- 24 سبتمبر – أندرو غريني لاعب كرة قدم أمريكية من الولايات المتحدة الأمريكية.

### أكتوبر
- 19 أكتوبر – روجر كروس

### نوفمبر
- 4 نوفمبر – ديف كيلي
- 8 نوفمبر – ديفون مكدونالد لاعب كرة قدم أمريكية.
- 8 نوفمبر – ريكاردو مكدونالد لاعب كرة قدم أمريكي.

## وفيات

### مايو
- 6 مايو – دون دراموند (مواليد 1932) ملحن جامايكي.

### سبتمبر
- 2 سبتمبر – نورمان مانلي (مواليد 1893)